# Giro de Italia 1936
La 24.ª edición del Giro de Italia se disputó entre el 16 de mayo y el 7 de junio de 1936, con un recorrido de 19 etapas, dos de ellas dobles, y 3766 km, que el vencedor completó a una velocidad media de 31,279 km/h. La carrera comenzó y terminó en Milán.
Tomaron la salida 89 participantes, de los cuales 45 terminaron la carrera. 
Gino Bartali, vencedor de tres etapas y la clasificación de la montaña, se impuso en la clasificación general de un Giro en el que Raffaele di Paco y Giuseppe Olmo se repartieron la mayor parte de las etapas disputadas, con cinco triunfos para el primero y diez para el segundo.

## Etapas
| Etapa | Recorrido                  | Km         | Ganador          | Líder                     |
| 1.ª   | Milán-Turín                | 161        | Giuseppe Olmo    | Giuseppe Olmo             |
| 2.ª   | Turín-Génova               | 206        | Aldo Bini        | Aldo Bini                 |
| 3.ª   | Génova-Montecatini Terme   | 226        | Raffaele Di Paco | Aldo Bini                 |
| 4.ª   | Montecatini Terme-Grosseto | 220        | Fabio Battesini  | Aldo Bini                 |
| 5.ª   | Grosseto-Roma              | 248        | Giuseppe Olmo    | Aldo Bini                 |
| 6.ª   | Roma-Nápoles               | 230        | Giuseppe Olmo    | Aldo Bini / Giuseppe Olmo |
| 7.ª   | Nápoles-Bari               | 283        | Raffaele Di Paco | Giuseppe Olmo             |
| 8.ª   | Bari-Campobasso            | 243        | Olimpio Bizzi    | Giuseppe Olmo             |
| 9.ª   | Campobasso-L'Aquila        | 204        | Gino Bartali     | Gino Bartali              |
| 10.ª  | L'Aquila-Rieti             | 117        | Raffaele Di Paco | Gino Bartali              |
| 11.ª  | Rieti-Terminillo           | 20 (CRI)   | Giuseppe Olmo    | Gino Bartali              |
| 12.ª  | Rieti-Florencia            | 292        | Giuseppe Olmo    | Gino Bartali              |
| 13.ª  | Florencia-Cesenatico       | 139        | Giuseppe Olmo    | Gino Bartali              |
| 14.ª  | Cesenatico-Ferrara         | 155        | Raffaele Di Paco | Gino Bartali              |
| 15.ªa | Ferrara-Padua              | 106        | Raffaele Di Paco | Gino Bartali              |
| 15.ªb | Padua-Venecia              | 39,5 (CRI) | Giuseppe Olmo    | Gino Bartali              |
| 16.ª  | Venecia-Legnano            | 183        | Giuseppe Olmo    | Gino Bartali              |
| 17.ªa | Legnano-Riva del Garda     | 139        | Giuseppe Olmo    | Gino Bartali              |
| 17.ªb | Riva del Garda-Gardone     | 100        | Gino Bartali     | Gino Bartali              |
| 18.ª  | Gardone-Salsomaggiore      | 206        | Gino Bartali     | Gino Bartali              |
| 19.ª  | Salsomaggiore-Milán        | 248        | Giuseppe Olmo    | Gino Bartali              |

## Clasificaciones
| \| 1. \| Gino Bartali \| Italia \| 120h 12' 30" \| \| 2. \| Giuseppe Olmo \| Italia \| + 2:36s \| \| 3. \| Severino Canavesi \| Italia \| + 7:49s \| \| 4. \| Aladino Mealli \| Italia \| + 14:04s \| \| 5. \| Giovanni Valetti \| Italia \| + 14:15s \| \| 6. \| Domenico Piemontesi \| Italia \| + 16:31s \| \| 7. \| Ambrogio Morelli \| Italia \| + 17:44s \| \| 8. \| Vasco Bergamaschi \| Italia \| + 18:35s \| \| 9. \| Enrico Mollo \| Italia \| + 19:27s \| \| 10. \| Edoardo Molinar \| Italia \| + 20:48s \| |                     |        |              |
| 1. | Gino Bartali        | Italia | 120h 12' 30" |
| 2. | Giuseppe Olmo       | Italia | + 2:36s      |
| 3. | Severino Canavesi   | Italia | + 7:49s      |
| 4. | Aladino Mealli      | Italia | + 14:04s     |
| 5. | Giovanni Valetti    | Italia | + 14:15s     |
| 6. | Domenico Piemontesi | Italia | + 16:31s     |
| 7. | Ambrogio Morelli    | Italia | + 17:44s     |
| 8. | Vasco Bergamaschi   | Italia | + 18:35s     |
| 9. | Enrico Mollo        | Italia | + 19:27s     |
| 10. | Edoardo Molinar     | Italia | + 20:48s     |

| \| 1. \| Gino Bartali \| Italia \| - \| \| 2. \| Severino Canavesi \| Italia \| - \| \| 3. \| Edoardo Molinar \| Italia \| - \| |                   |        |   |
| 1. | Gino Bartali      | Italia | - |
| 2. | Severino Canavesi | Italia | - |
| 3. | Edoardo Molinar   | Italia | - |

| \| 1. \| Legnano \| Italia \| LEG \| - \| |         |        |     |   |
| 1.                                        | Legnano | Italia | LEG | - |